# Entandrophragma utile
Il sipo (Entandrophragma utile (Dawe & Sprague) Sprague, 1910) è un albero della famiglia delle Meliacee diffuso in Africa, noto anche come mogano sipo. Nei paesi di origine è noto anche come ombolombolo.

## Conservazione
La Lista rossa IUCN classifica Entandrophragma utile come specie vulnerabile.

## Caratteristiche ed usi del legname
Il legno ha tessitura abbastanza larga con le fibre incrociate che compongono un motivo striato se tagliato in quarti. È piuttosto duro, resistente agli urti ma poco a flessione. Durabilità discreta, tende a fessurarsi e distorcersi se l'essiccamento non è costante. Il peso specifico medio è di Kg/m³ 650.
Viene utilizzato per mobili, impiallacciature, falegnameria d'interni, in ebanisteria e per opere tornite.